# Цеккин, Витторио
Витторио Цеккин (итал. Vittorio Zecchin; 21 мая 1878 года, Мурано — 1947, Мурано, Италия) — итальянский художник, дизайнер, педагог. Рисовал картины, создавал изделия из стекла и керамики, занимался дизайном мебели.

## Биография
Итальянский художник Витторио Цеккин родился 21 мая 1878 года в Мурано (Италия), расположенном на крупном острове Венецианской лагуны. Его отец, Луиджи Цеккин, был мастером по изготовлению изделий из стекла. Семья считала, что Витторио пойдет по стопам отца, однако это ремесло не гарантировало финансовой стабильности из-за кризиса в производстве муранского стекла и от него пришлось отказаться.
Витторио Цеккин окончил Академию изобразительных искусств в Венеции. Несмотря на то, что шел конец XIX века, в Академии сохранялись вековые традиций, укоренившиеся в венецианской живописи. С 1897 года Цеккин посещал курс пейзажиста и мариниста Гульельмо Чарди (Guglielmo Ciardi, 1842—1917), через два года он перешёл в мастерскую пейзажиста Аугусто Сезанна (Augusto Sezanne, 1836—1935). Сам Сезанн одновременно занимался декоративно-прикладным искусством, был гравером и керамистом. С 1899 года Витторио учился у Сезанна, но в 1901 году, возможно, по причине тяжелого положения семьи, оставил Академию, не явившись на экзамены. Диплом Академии он так и не получил.
После этого Цеккин нескольких месяцев работал клерком в одном из учреждений Мурано, затем, — в одной из стекольных мастерских на острове. В эти годы Витторио не забывал о живописи. Благодаря традиционным Венецианским биеннале многие молодые художники на рубеже веков смогли познакомиться с символистскими стилистическими особенностями своих европейских коллег, с венским Сецессионом, пуантилизмом и др. Ориентирами для творчества Цеккина стало творчество голландского символиста Яна Теодора Торопа (Johannes Theodorus Toorop, 1858—1928) и австрийского основоположника модерна Густава Климта (Gustav Klimt, 1862—1918), картины которого Витторио видел на Биеннале в 1910 году.
Цеккин решил искать свою нишу между живописью и промышленным дизайном, с которым работал в Мурано. В 1909 году он вошел в состав группы художников, на которых влияли идеи Климта и Торопа. Художники объединили усилия и стали в 1908 году выставляться во дворце Ка' Пезаро (Ca' Pesaro). Там с 1902 года была открыта Галерея современного искусства. В 1909 году Витторио показал свои картины «Видения» (Visioni), «Девы огня» (Le vergini del fuoco), «Впечатление» (Impressione), «Стрекозы» (Libellule), «Тишина» (Silenzio) на летней и осенней выставках в Ка 'Пезаро. Художник стал ежегодно принимать участие в Биеннале. Организаторы Биеннале скептически относились к современному модерну, однако организовали «Зал молодежи», где стали экспонироваться представители разных художественных течений.
В 1913 году Цеккин участвовал в первой выставке Римского Сецессиона, выставлялся в столице в 1914 и 1915 годах. Ещё в 1913 году он получил заказ на серию декоративных панелей на холсте для отеля «Терминус». Им была написана серия картин по мотивам сказок «Тысяча и одна ночь» (Le Mlle e una note), ставшая самой известной работой художника. Панели располагались на участке площадью около тридцати метров в длину и находились в узком зале ресторана отеля. С течением времени в ресторане проходили ремонты и перестройки интерьера, поэтому панели демонтировали. Их разделили на одиннадцать картин, которые разошлись по разным коллекциям. Эта работа стала для Цеккина вершиной живописного творчества. После этого художник почувствовал «кризис жанра».

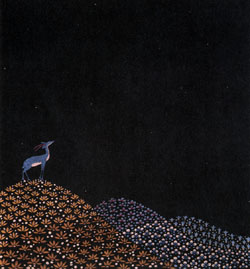
Серия картин "Тысяча и одна ночь"
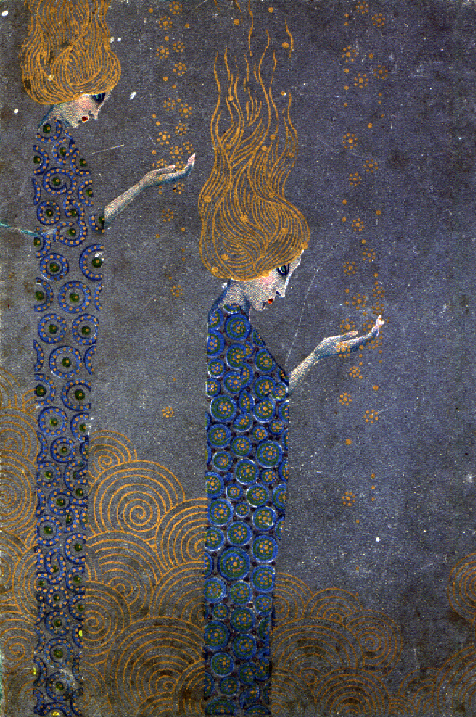
Серия картин "Тысяча и одна ночь"
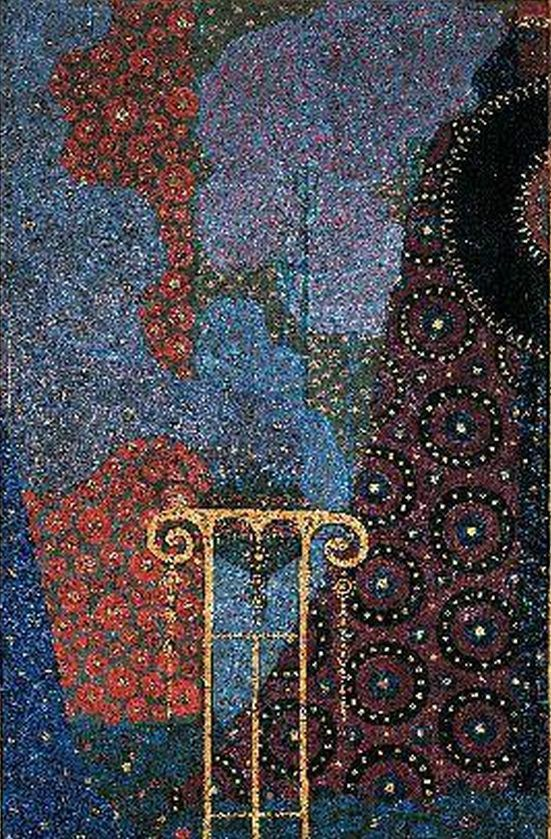
Серия картин "Тысяча и одна ночь"
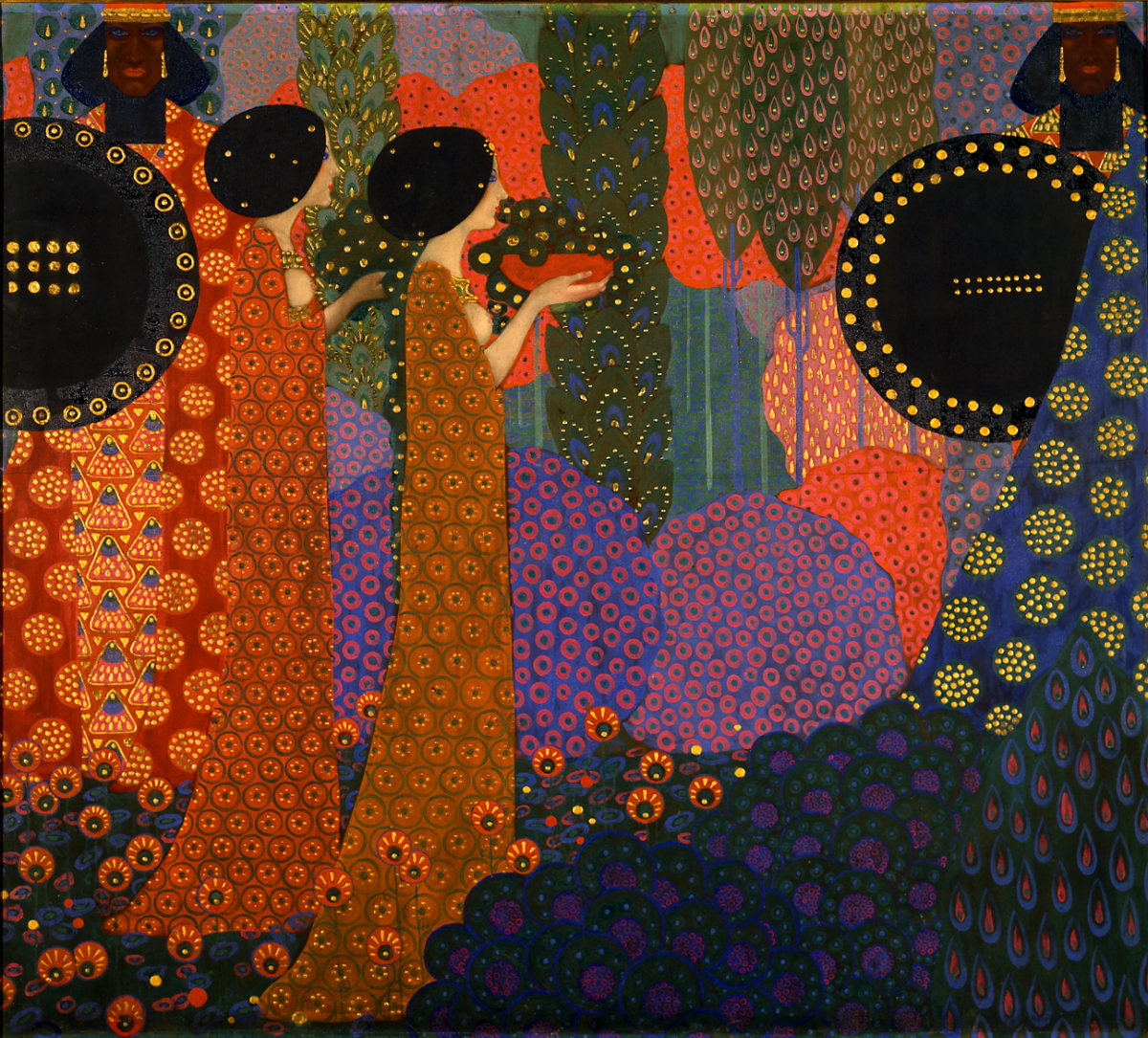
Серия картин "Тысяча и одна ночь"
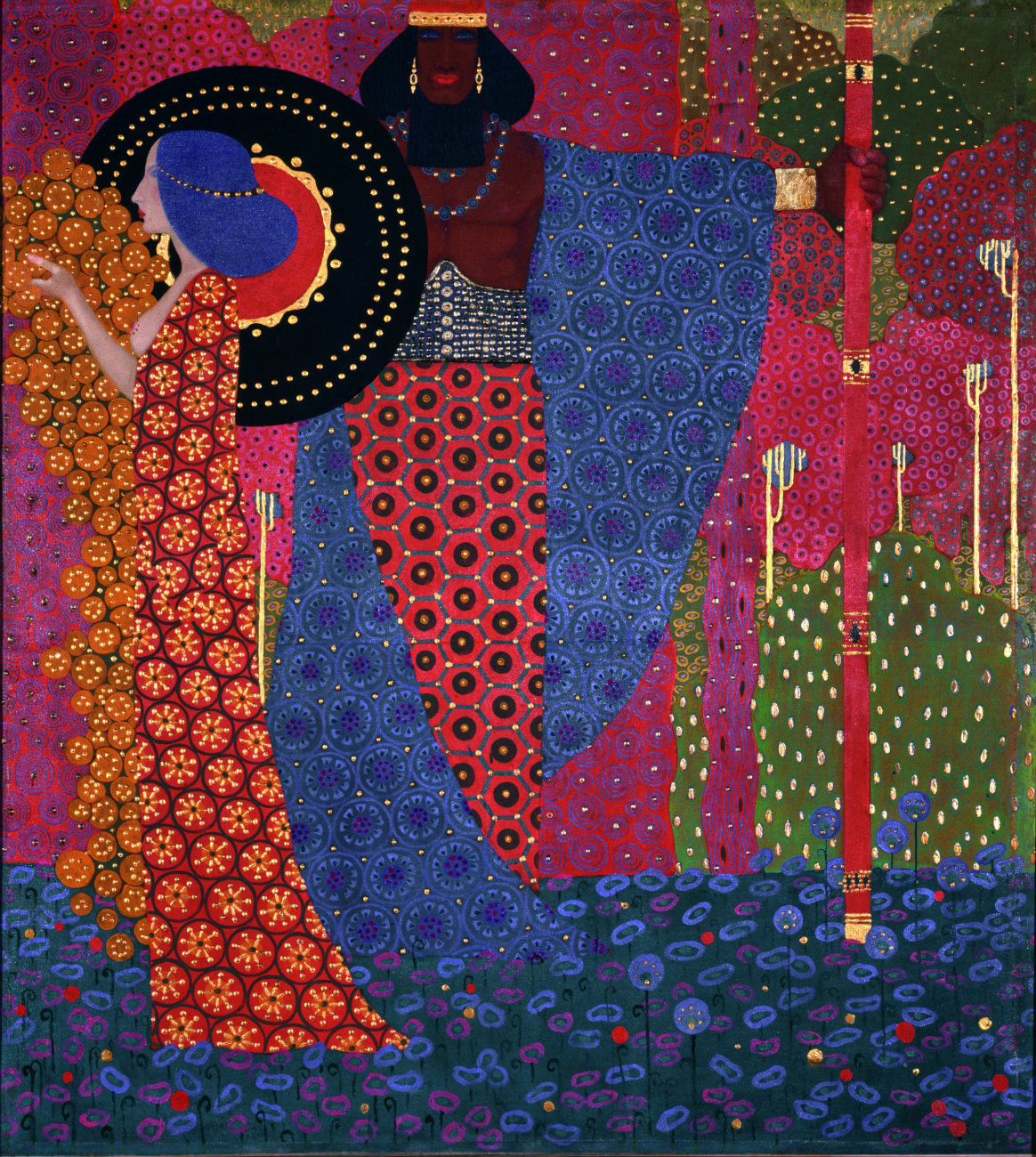
Серия картин "Тысяча и одна ночь"

В 1914 году Витторио попал в разряд «отвергнутых художников» и с остальными стал выставлять свои картины в палаточном городке на берегу залива. В этом же году он с венецианским художником Теодором Вольфом Феррари представил на Биеннале несколько бокалов, сделанных на стеклянном заводе в Баворье.
В 1920 году художник женился. С 1921 по 1925 года он стал художественным руководителем компании «Vetri Soffiati Muranesi Cappellin Venini & C». В это время Витторио, вдохновленный живописным стилем венецианских художников XVI века, создает изделия в стекле с нежными цветами. Его вазы были первыми образцами работ в муранском стекле. Созданные в эти годы Цеккиным изделия были показаны на Биеннале декоративно-прикладного искусства в Монце в 1923, 1925 и 1927 годах, а в 1926 году — на Всемирной выставке «Экспо» в Париже. В первой половине 1920-х годов он продолжал работать также в области живописи, промышленного дизайна и создания мозаик.
1930-е годы он посвятил созданию изысканных изделий из стекла. В конце 1926 года компания Каппелин & Венини закрыла завод, но Цеккин продолжил сотрудничать со стекольными предприятиями — компаниями «Ferro-Toso» (1930), l’A.V.E.M. (1932—1933), Salir (1932—1938), Barovier Seguso Ferro (1933—1934) и Fratelli Toso (1938).
В тридцатых годах и в последнее десятилетие своей жизни работал преподавателем в «Школе стекольной промышленности» в Мурано, стекольной школе "Abate «Занетти», написал две учебные брошюры, работал в профессиональной школе Vendramin Corner, обучая учеников работе с гобеленами и вышивкой. В последние годы жизни Цеккин написал также серию натюрмортов. Умер художник в 1947 году.

## Галерея

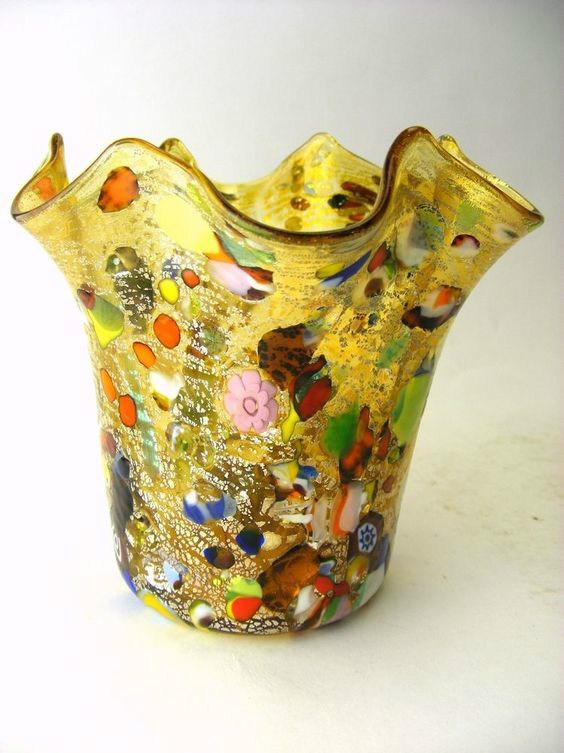
Витторио Цеккин. Муранское стекло
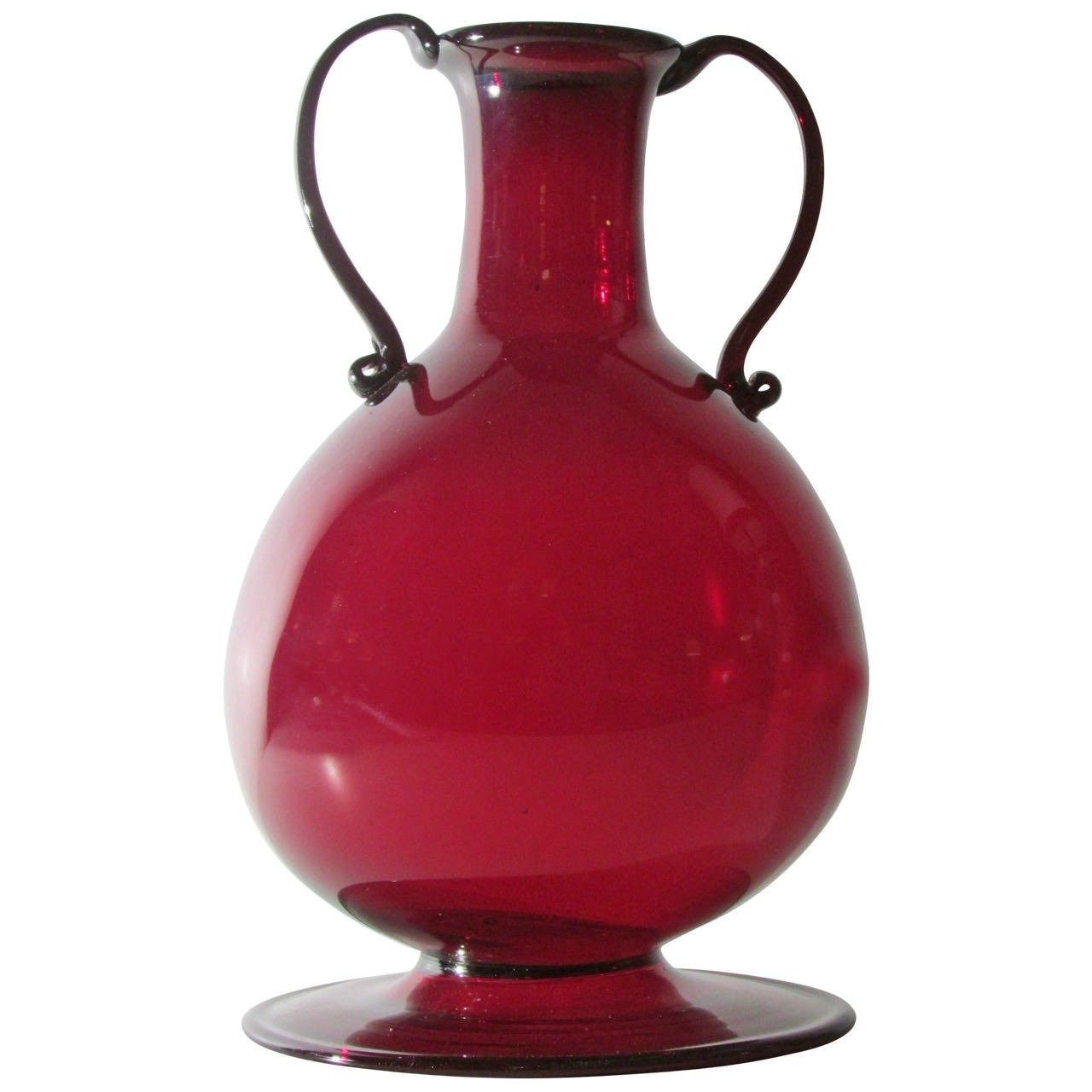
Витторио Цеккин. Муранское стекло
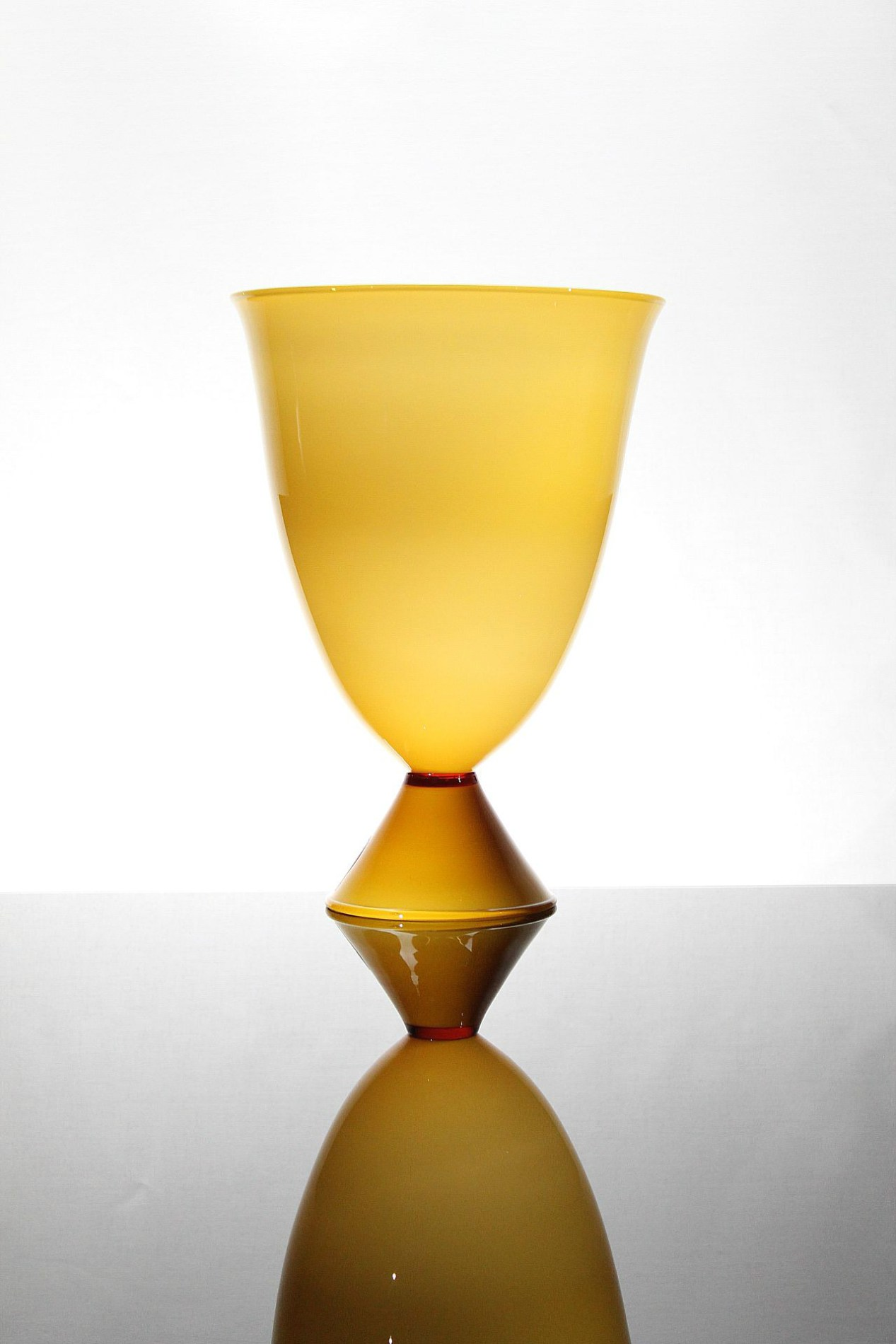
Витторио Цеккин. Муранское стекло
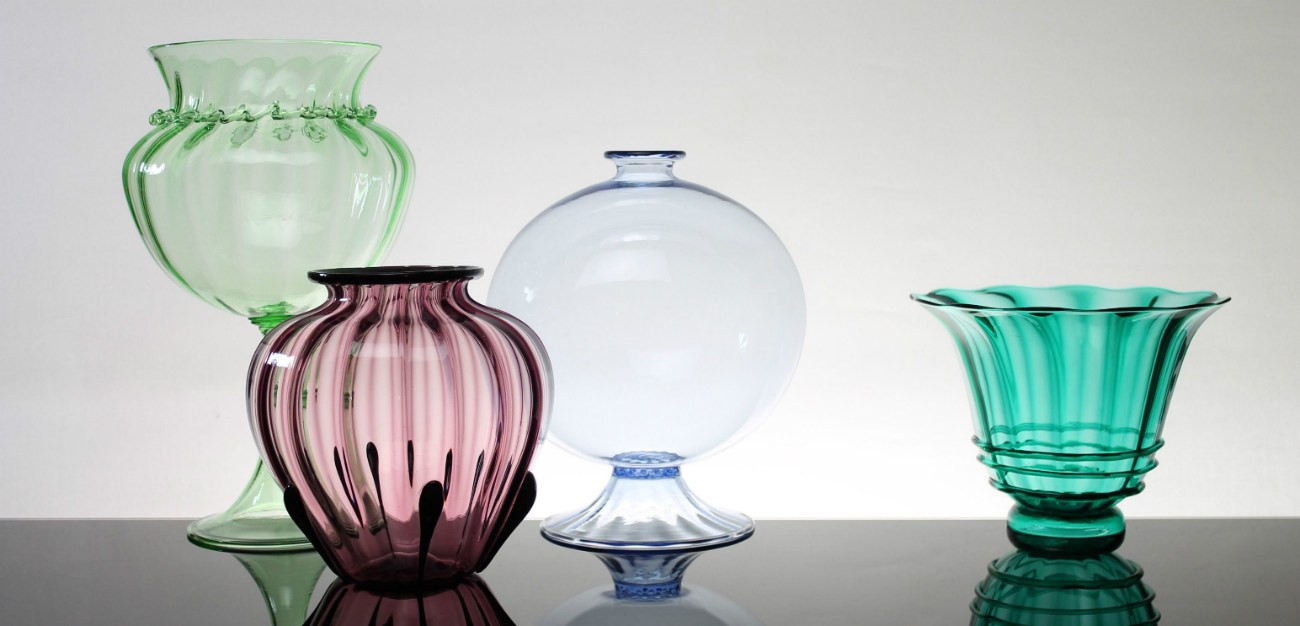
Витторио Цеккин. Муранское стекло
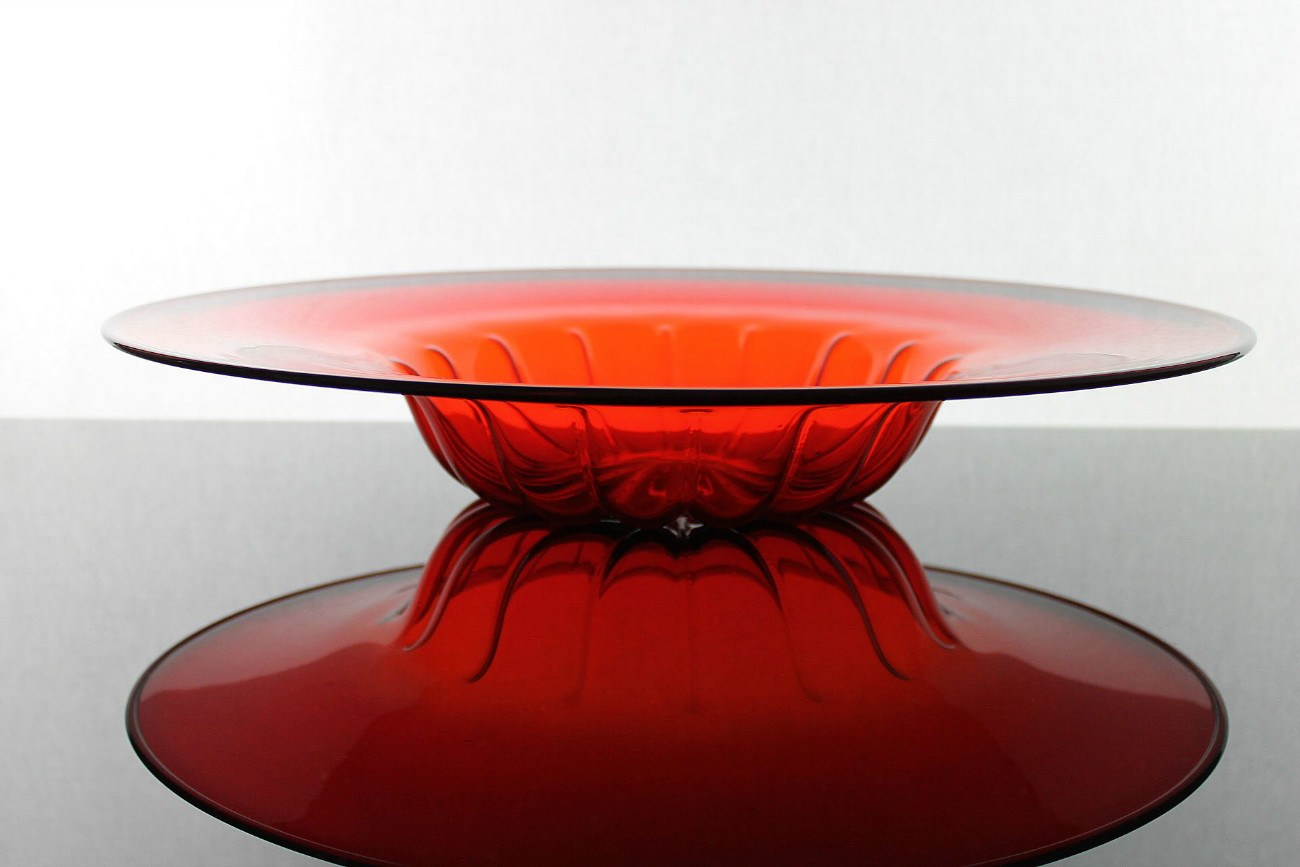
Витторио Цеккин. Муранское стекло
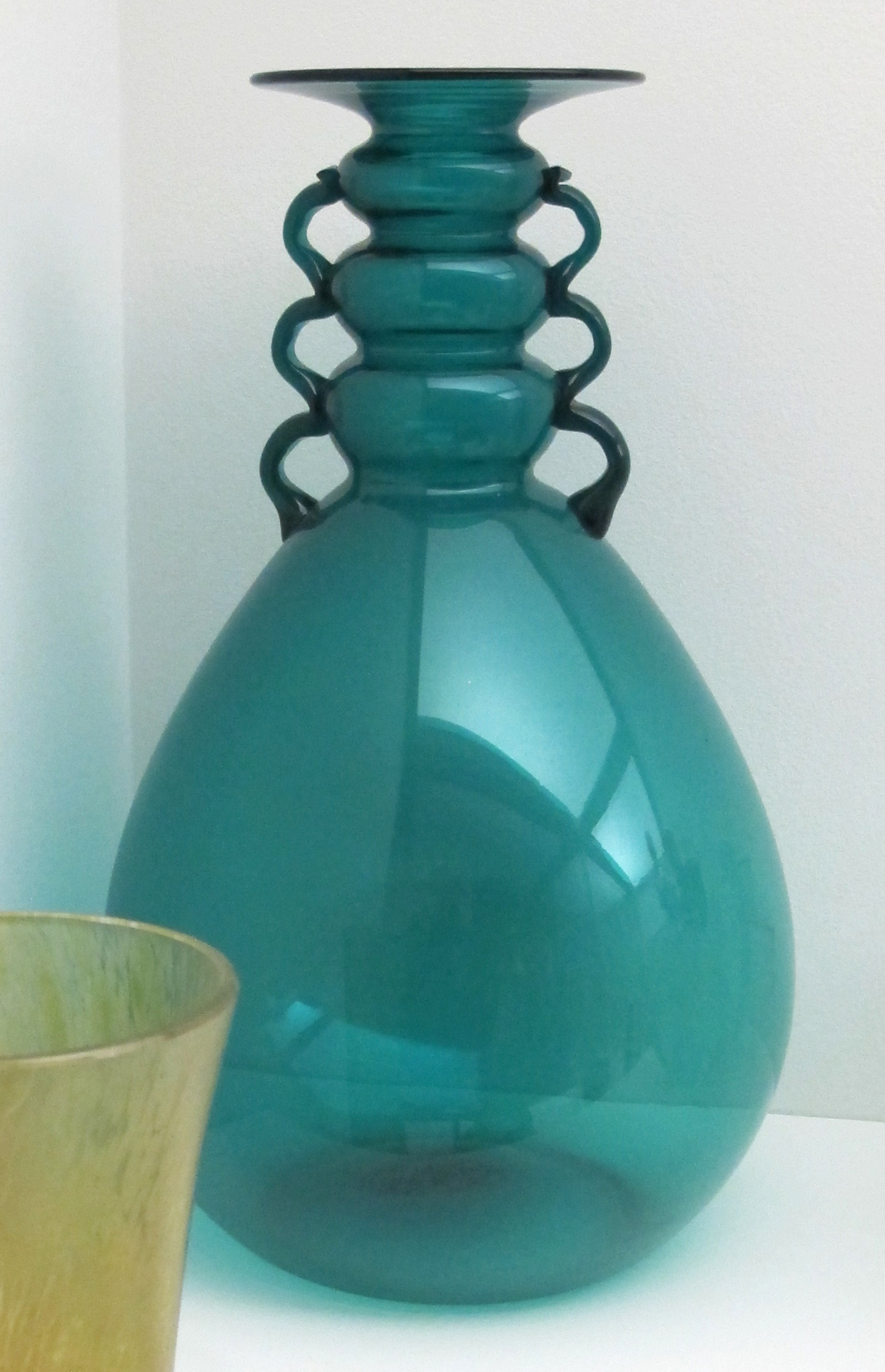
Муранское стекло